# 63º Reggimento carri
Il 63º Reggimento carri è stata un'unità a livello di battaglione del Regio Esercito e successivamente a livello di battaglione e poi di reggimento dell'Esercito Italiano, dove è stato a lungo inquadrato nella Divisione fanteria "Mantova".

## Nella seconda guerra mondiale
Le origini del reggimento risalgono alla seconda guerra mondiale, quando nel 1940 venne costituito per mobilitazione in Africa Settentrionale il LXIII Battaglione carri L3/33, assegnato alla 63ª Divisione fanteria "Cirene", che in seguito alle perdite subite in combattimento, nel corso della prima offensiva britannica venne sciolto in zona fi guerra nel gennaio 1941.

## Ricostituzione
Il 2 dicembre 1958, veniva costituito a Visco, in provincia di Udine il III Battaglione carri del 59º Reggimento fanteria "Calabria", che il 1º aprile 1961, assumeva la denominazione di LXIII Battaglione carri, ereditandone le tradizioni. Il 1º marzo 1964 il Battaglione diveniva autonomo alle dirette dipendenze del Comando Divisione fanteria da montagna "Mantova". Il 25 luglio 1968 il battaglione veniva dislocato nella sede di Cordenons, in provincia di Pordenone.
Nel 1975 con la ristrutturazione dell'Esercito Italiano la grande unità venne riconfigurata in divisione meccanizzata e rinominata Divisione meccanizzata "Mantova", assumendo alle dipendenze unità che inquadrava in precedenza nelle neo costituite brigate meccanizzate "Brescia" ed "Isonzo" e la brigata corazzata "Pozzuolo del Friuli" oltre ad altre unità alle dirette dipendenze del comando divisionale.
In seguito a tale ristrutturazione dell'Esercito Italiano, il 1º novembre 1975, il LXIII Battaglione carri assumeva la denominazione di 63º Battaglione carri "M.O. Fioritto", inquadrato nella Brigata meccanizzata "Isonzo" e il 10 ottobre 1976 riceveva la Bandiera di guerra. In occasione del terremoto che nel 1976 ha colpito il Friuli, il battaglione prendeva parte alle operazioni di soccorso alla popolazione colpita dal sisma e, per l'opera di soccorso prestata, il 25 maggio 1978 riceveva la medaglia di bronzo al valore dell'esercito.
Il 1º ottobre 1986, in seguito ad un'altra ristrutturazione dell'Esercito Italiano, che aboliva il livello divisionale, il Comando della Divisione veniva soppresso e la Brigata meccanizzata "Isonzo" veniva sciolta e i suoi reparti, tra cui il 63º Battaglione carri "M.O. Fioritto" andarono a formare la neo costituita Brigata meccanizzata "Mantova".

## 63º Reggimento carri
Il 12 settembre 1991 il battaglione veniva riconfigurato in reggimento assumendo la denominazione di 3º Reggimento carri "M.O. Fioritto", che il 12 settembre 1992 assumeva la denominazione di "63º Reggimento carri".
Il 31 luglio 1995 il 63º Reggimento carri, transitava alle dipendenze della 132ª Brigata corazzata "Ariete" per essere soppresso nella sua sede di Cordenons il 29 novembre dello stesso anno.

## Stemma
Lo stemma araldico del reggimento è stato concesso con decreto del 15 ottobre 1976.
CORONA TURRITA.
ORNAMENTI:
1) Lista bifida: d'oro, svolazzante, collocata sotto la punta dello scudo,
incurvata con la concavità rivolta verso l'alto, riportante il motto: "IRRIDUCIBILE SEMPRE". 2) Nastro rappresentativo della ricompensa al Valore: annodato nella parte centrale non visibile della corona turrita, scendente svolazzante in sbarra dal punto predetto, passando dietro la parte superiore dello scudo.»
La parte superiore delto scudo è d'argento, simbolo di gioventù, in riferimento al breve periodo di vita del LXlll battaglione cr. L, anche se denso di episodi di eroismo e ardimento. Nella parte inferiore, su smalto azzurro, simbolo di amor patrio e valor militare, è riportato il silfio di Cirenaica a ricordo sia della regione ove il battaglione si è costituito, sia del fronte ove ha combattuto e trovato gloriosa fine.